# Campionato studentesco di giochi logici
I Campionati studenteschi di giochi logici sono delle gare rivolte agli studenti italiani delle scuole primarie e secondarie di primo e secondo grado aventi la finalità di diffondere la cultura logico-matematica. Essi sono organizzati annualmente da Tetrapyramis®. L'Università degli Studi di Modena e Reggio Emilia ha concesso il suo patrocinio dal 2015 al 2020. Nel corso di ogni gara gli studenti devono misurarsi con la risoluzione di diverse tipologie di giochi logici.

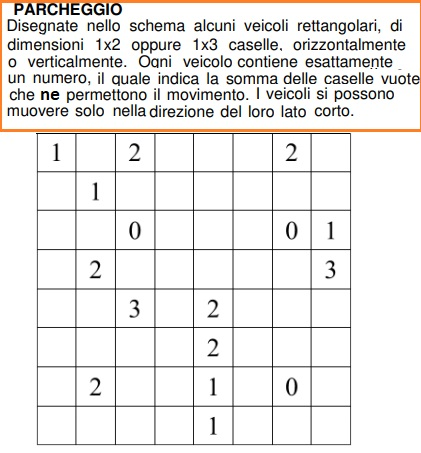
Un esempio di gioco logico...

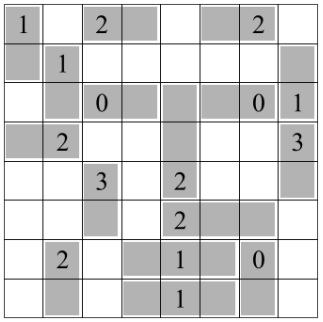
...e la sua soluzione

## Organizzazione
Il gioco logico più famoso è probabilmente il Sudoku, in realtà ne esistono tanti altri. Alcuni hanno un'impostazione simile a quella del Sudoku, altri sono completamente diversi. In certi casi, per completare lo schema, bisogna inserire dei numeri, in altri bisogna riempire il quadro utilizzando simboli o lettere. Tutti, però, si risolvono usando lo strumento della logica. Ogni schema, inoltre, ha un'unica soluzione (fanno eccezione i giochi della gara a squadre che possono avere più di una soluzione). La difficoltà dei giochi è graduata in base al segmento scolastico. La manifestazione, infatti, consta di sette gare distinte:
- individuale rivolta alle classi 4° e 5° della scuola primaria
- individuale per la scuola secondaria di primo grado
- a squadre per la scuola secondaria di primo grado
- individuale per il primo biennio della scuola secondaria di secondo grado
- a squadre per il primo biennio della scuola secondaria di secondo grado
- individuale per il triennio della scuola secondaria di secondo grado
- a squadre per il triennio della scuola secondaria di secondo grado

Il Campionato si svolge in 2 fasi: 
- le eliminatorie provinciali che si tengono tra Febbraio e Marzo;
- la finale nazionale alla quale accedono i migliori classificati di ogni categoria (Aprile - Maggio).

Le iscrizioni si effettuano, generalmente, tra Dicembre e Gennaio.

## Storia
La prima edizione dei Campionati di Giochi Logici si è tenuta nel 2014. Il creatore di questa gara, che rappresenta un unicum nel panorama internazionale dei giochi studenteschi, è Alberto Fabris, uno dei maggiori esperti mondiali di giochi logici.
Fino al 2019, la finale nazionale si è svolta in concomitanza con la convention Play - Festival del Gioco, in uno dei padiglioni destinati all'annuale adunata modenese dedicata al Gioco da tavolo.
L'edizione del 2021 e la finale nazionale del 2020 si sono svolte in modalità a distanza, a causa delle restrizioni imposte dalla pandemia di COVID-19.

## Albo d'oro

### Prima edizione
| Anno | Primaria      | Media individuale                       | Media a squadre   | Biennio e Triennio individuale | Biennio e Triennio a squadre |
| ---- | ------------- | --------------------------------------- | ----------------- | ------------------------------ | ---------------------------- |
| 2014 | non disputata | Damiano Bettega - Fiera di Primiero(TN) | Gli Orsi - Padova | Federico Ettori - Brescia      | Abbasmuti - Brescia          |

### Edizioni successive
| Anno | Primaria                           | Media individuale                       | Media a squadre                   | Biennio individuale                     | Biennio a squadre                                       | Triennio individuale               | Triennio a squadre                              |
| ---- | ---------------------------------- | --------------------------------------- | --------------------------------- | --------------------------------------- | ------------------------------------------------------- | ---------------------------------- | ----------------------------------------------- |
| 2015 | non disputata                      | Damiano Bettega - Fiera di Primiero(TN) | I Lebron - Bolzano                | Nicola Riccardi - Massa                 | Mexicans - Livorno                                      | Luca Vinti - Perugia               | Canguro - Parma                                 |
| 2016 | Daniel Zambanini - Ponte Arche(TN) | Arianna Domenichelli - Carrara(MS)      | Pradidali - Fiera di Primiero(TN) | Giorgia Benassi - Carrara(MS)           | I quasi seri - Carrara(MS)                              | Luca Vinti - Perugia               | Delta Force - Perugia                           |
| 2017 | Lorenzo Bisigo - Verona            | Arianna Domenichelli - Carrara(MS)      | I bravip - Trento                 | Damiano Bettega - Fiera di Primiero(TN) | AA Nontiscordardimé - Tolmezzo(UD)                      | Giorgia Benassi - Carrara(MS)      | Siamo al settimo faro - Carrara(MS)             |
| 2018 | Eleonora Curto - Feltre(BL)        | Daniel Zambanini - Ponte Arche(TN)      | Gli ZS - Ponte Arche(TN)          | Giovanni Zedda - Fiera di Primiero(TN)  | Superfariakaristichelabirintoso - Carrara(MS)           | Giorgia Benassi - Carrara(MS)      | Ingeologici gestionali - Udine                  |
| 2019 | Eleonora Curto - Feltre(BL)        | Daniel Zambanini - Ponte Arche(TN)      | Gemma - Farra di Soligo(TV)       | Arianna Domenichelli - Carrara(MS)      | Per fari alberi ci vuole un campo - Carrara(MS)         | Giorgia Benassi - Carrara(MS)      | AA Lightfury - Tolmezzo(UD)                     |
| 2020 | Domenico Tura - Parma              | Matteo Massa - Montignoso(MS)           | Saette dei numeri - Polesella(RO) | Sofia Oliverio - Legnano(MI)            | SOAP - Legnano(MI)                                      | Arianna Domenichelli - Carrara(MS) | Per fari alberi ci vuole un campo - Carrara(MS) |
| 2021 | Michele Scaramuzzo - Feltre(BL)    | Linda Babboni - Carrara(MS)             | Gli scienziatici - Carrara(MS)    | Matteo Massa - Carrara(MS)              | Camping fra gli Alberi sotto il Moonlight - Carrara(MS) | Arianna Domenichelli - Carrara(MS) | Per fari alberi ci vuole un campo - Carrara(MS) |